# كوم سعيد الغربي
قرية كوم سعيد الغربي هي إحدى القرى التابعة لمركز صدفا في محافظة أسيوط في جمهورية مصر العربية. حسب إحصاءات سنة 2006، بلغ إجمالي السكان في كوم سعيد الغربي 1826 نسمة، منهم 940 رجل و886 امرأة.